# Gymnastique artistique aux Jeux olympiques d'été de 2008 - Femmes par équipes
Navigation
Athènes 2004 Londres 2012
Résultats de la compétition de gymnastique par équipes hommes lors des Jeux olympiques d'été de 2008 à Pékin.

## Résultats
Les gymnastes chinoises victorieuses, He Kexin, Jiang Yuyuan et Yang Yilin, ont été accusées de n'être âgées que de 14 ans, alors que le CIO a élevé l'âge minimum de participation à 16 ans en 1997
.
| Rang                                | Pays/participants       | Saut       | Barres asymétriques | Poutre     | Sol        | Total   |
| ----------------------------------- | ----------------------- | ---------- | ------------------- | ---------- | ---------- | ------- |
| Médaille d'or, Jeux olympiques      | Chine                   | 46.350 (2) | 49.625 (1)          | 47.125 (2) | 45.800 (1) | 188.900 |
| Médaille d'or, Jeux olympiques      | Yang Yilin              | 15.100     | 16.800              |            |            | 188.900 |
| Médaille d'or, Jeux olympiques      | Cheng Fei               | 16.000     |                     | 15.150     | 15.450     | 188.900 |
| Médaille d'or, Jeux olympiques      | Jiang Yuyuan            |            | 15.975              |            | 15.200     | 188.900 |
| Médaille d'or, Jeux olympiques      | Deng Linlin             | 15.250     |                     | 15.925     | 15.150     | 188.900 |
| Médaille d'or, Jeux olympiques      | He Kexin                |            | 16.850              |            |            | 188.900 |
| Médaille d'or, Jeux olympiques      | Li Shanshan             |            |                     | 16.050     |            | 188.900 |
| Médaille d'argent, Jeux olympiques  | États-Unis              | 46.875 (1) | 47.975 (2)          | 47.250 (1) | 44.425 (3) | 186.525 |
| Médaille d'argent, Jeux olympiques  | Shawn Johnson           | 16.000     | 15.350              | 16.175     | 15.100     | 186.525 |
| Médaille d'argent, Jeux olympiques  | Nastia Liukin           |            | 16.900              | 15.975     | 15.200     | 186.525 |
| Médaille d'argent, Jeux olympiques  | Chellsie Memmel         |            | 15.725              |            |            | 186.525 |
| Médaille d'argent, Jeux olympiques  | Samantha Peszek         |            |                     |            |            | 186.525 |
| Médaille d'argent, Jeux olympiques  | Alicia Sacramone        | 15.675     |                     | 15.100     | 14.125     | 186.525 |
| Médaille d'argent, Jeux olympiques  | Bridget Sloan           | 15.200     |                     |            |            | 186.525 |
| Médaille de bronze, Jeux olympiques | Roumanie                | 45.275 (4) | 45.000 (5)          | 46.175 (3) | 45.075 (2) | 181.525 |
| Médaille de bronze, Jeux olympiques | Andreea Acatrinei       |            |                     |            |            | 181.525 |
| Médaille de bronze, Jeux olympiques | Gabriela Drăgoi         |            | 14.425              |            |            | 181.525 |
| Médaille de bronze, Jeux olympiques | Andreea Grigore         |            |                     |            |            | 181.525 |
| Médaille de bronze, Jeux olympiques | Sandra Izbasa           | 15.100     |                     | 15.600     | 15.550     | 181.525 |
| Médaille de bronze, Jeux olympiques | Steliana Nistor         | 15.050     | 16.150              | 15.150     | 14.575     | 181.525 |
| Médaille de bronze, Jeux olympiques | Anamaria Tamarjan       | 15.125     | 14.425              | 15.425     | 14.950     | 181.525 |
| 4                                   | Russie                  | 45.425 (3) | 46.950 (3)          | 44.900 (6) | 43.350 (4) | 180.625 |
| 4                                   | Ksenia Afanasieva       | 15.075     | 14.925              |            | 14.375     | 180.625 |
| 4                                   | Svetlana Klyukina       | 15.150     | 15.575              |            |            | 180.625 |
| 4                                   | Ekaterina Kramarenko    |            |                     |            | 15.125     | 180.625 |
| 4                                   | Anna Pavlova            | 15.200     |                     | 15.100     | 13.850     | 180.625 |
| 4                                   | Ksenia Semenova         |            | 16.450              | 15.225     |            | 180.625 |
| 4                                   | Ludmila Grebenkova      |            |                     | 14.575     |            | 180.625 |
| 5                                   | Japon                   | 43.550 (8) | 45.525 (4)          | 44.950 (5) | 42.675 (8) | 176.700 |
| 5                                   | Mayu Kuroda             |            | 15.350              | 14.725     |            | 176.700 |
| 5                                   | Kyoko Oshima            | 14.450     | 14.750              |            | 14.450     | 176.700 |
| 5                                   | Yu Minobe               |            |                     |            |            | 176.700 |
| 5                                   | Miki Uemura             | 14.475     |                     |            |            | 176.700 |
| 5                                   | Yuko Shintake           | 14.625     |                     | 15.000     | 14.025     | 176.700 |
| 5                                   | Koko Tsurumi            |            | 15.425              | 15.225     | 14.200     | 176.700 |
| 6                                   | Australie               | 44.150 (6) | 43.575 (8)          | 45.900 (4) | 42.775 (7) | 176.400 |
| 6                                   | Georgia Bonora          | 14.625     |                     |            | 14.450     | 176.400 |
| 6                                   | Ashleigh Brennan        |            |                     | 15.125     | 14.650     | 176.400 |
| 6                                   | Daria Joura             |            | 14.675              |            |            | 176.400 |
| 6                                   | Lauren Mitchell         | 14.700     |                     | 15.550     | 13.675     | 176.400 |
| 6                                   | Shona Morgan            | 14.825     | 13.800              | 15.225     |            | 176.400 |
| 6                                   | Olivia Vivian           |            | 15.100              |            |            | 176.400 |
| 7                                   | France                  | 44.050 (7) | 44.175 (6)          | 43.725 (8) | 43.325 (5) | 175.275 |
| 7                                   | Marine Debauve          |            |                     | 13.975     |            | 175.275 |
| 7                                   | Laëtitia Dugain         |            | 14.725              | 14.750     | 13.925     | 175.275 |
| 7                                   | Kathleen Lindor         | 14.825     | 14.775              |            |            | 175.275 |
| 7                                   | Pauline Morel           |            | 14.675              |            | 14.625     | 175.275 |
| 7                                   | Marine Petit            | 14.675     |                     | 15.000     | 14.775     | 175.275 |
| 7                                   | Rose-Éliandre Bellemare | 14.550     |                     |            |            | 175.275 |
| 8                                   | Brésil                  | 44.300 (5) | 43.325 (7)          | 43.900 (7) | 42.975 (6) | 174.500 |
| 8                                   | Jade Barbosa            | 15.025     | 14.725              | 15.300     | 14.325     | 174.500 |
| 8                                   | Ethiene Franco          |            |                     | 13.675     |            | 174.500 |
| 8                                   | Laís Souza              | 14.600     | 14.350              |            |            | 174.500 |
| 8                                   | Daniele Hypólito        |            | 14.625              | 14.925     |            | 174.500 |
| 8                                   | Daiane dos Santos       | 14.675     |                     |            | 15.275     | 174.500 |
| 8                                   | Ana Cláudia Silva       |            |                     |            | 13.375     | 174.500 |